# Alojzy Ruchniewicz
Alojzy Ruchniewicz (ur. 2 września 1867 w Kościerzynie, zm. 20 października 1955 w Grudziądzu) – przemysłowiec, działacz narodowy i społeczny, radca Izby Przemysłowo-Handlowej w Gdyni w 1935 roku. 
Alojzy Ruchniewicz od roku 1880 na stałe związał się z Grudziądzem. Był właścicielem wytwórni wódek i likierów. Wyroby fabryki zdobywały wielokrotnie liczne nagrody w prestiżowych wystawach międzynarodowych, m.in. na wystawie w Brukseli w 1896 r.
Był nie tylko znakomitym przemysłowcem, lecz zajmował się także sprawami społeczno-oświatowymi oraz   narodowymi. Alojzy Ruchniewicz był członkiem wielu organizacji Towarzystwa Przemysłowców Polskich, Towarzystwa Gimnastycznego „Sokół", oraz Spółki Budowlanej „Bazar”.
23 stycznia 1920 roku podpisał protokół przejęcia miasta z rąk niemieckich.
Po śmierci pochowany na cmentarzu przy ul. Cmentarnej.